# Борзовка (река, впадает в Иртяш)
Борзо́вка (устар. Барзовка) — река в России, протекает в пределах Кыштымского городского округа Челябинской области.
Начинается в урочище Дедов Лог на северо-восточном склоне горы Козий Увал. Течёт сначала на юго-восток по поросшим сосново-берёзовыми лесами невысоким горам, затем — на восток по болотистой равнине (болото Козье). В низовьях делает петлю, выпуклую к северу и пересекает автодорогу Кыштым — Касли. Устье реки находится на берегу озера Иртяш, лежащего на высоте 227 метра над уровнем моря.
Основные притоки — речки Цельникова (пр) и Саргина (пр).

## История
На расположенном на реке Борзовском прииске в 1829 году Густав Розе нашел новый минерал — борзовит, считавшийся до него местными горными людьми за полевой шпат. В 1861 году здесь же был открыт другой минерал — кыштымо-поризит. В конце XIX века Борзовский прииск славился как местонахождение редких минералов: синего корунда (в борзовите), цейлонита, венисы и других.